# Eschscholtzia borealis
Eschscholtzia borealis is een soort in de taxonomische indeling van de ribkwallen (Ctenophora). 
De kwal behoort tot het geslacht Eschscholtzia en behoort tot de familie Cydippida incertae sedis. De wetenschappelijke naam van de soort werd voor het eerst geldig gepubliceerd in 1885 door Wagner.